# LayCool

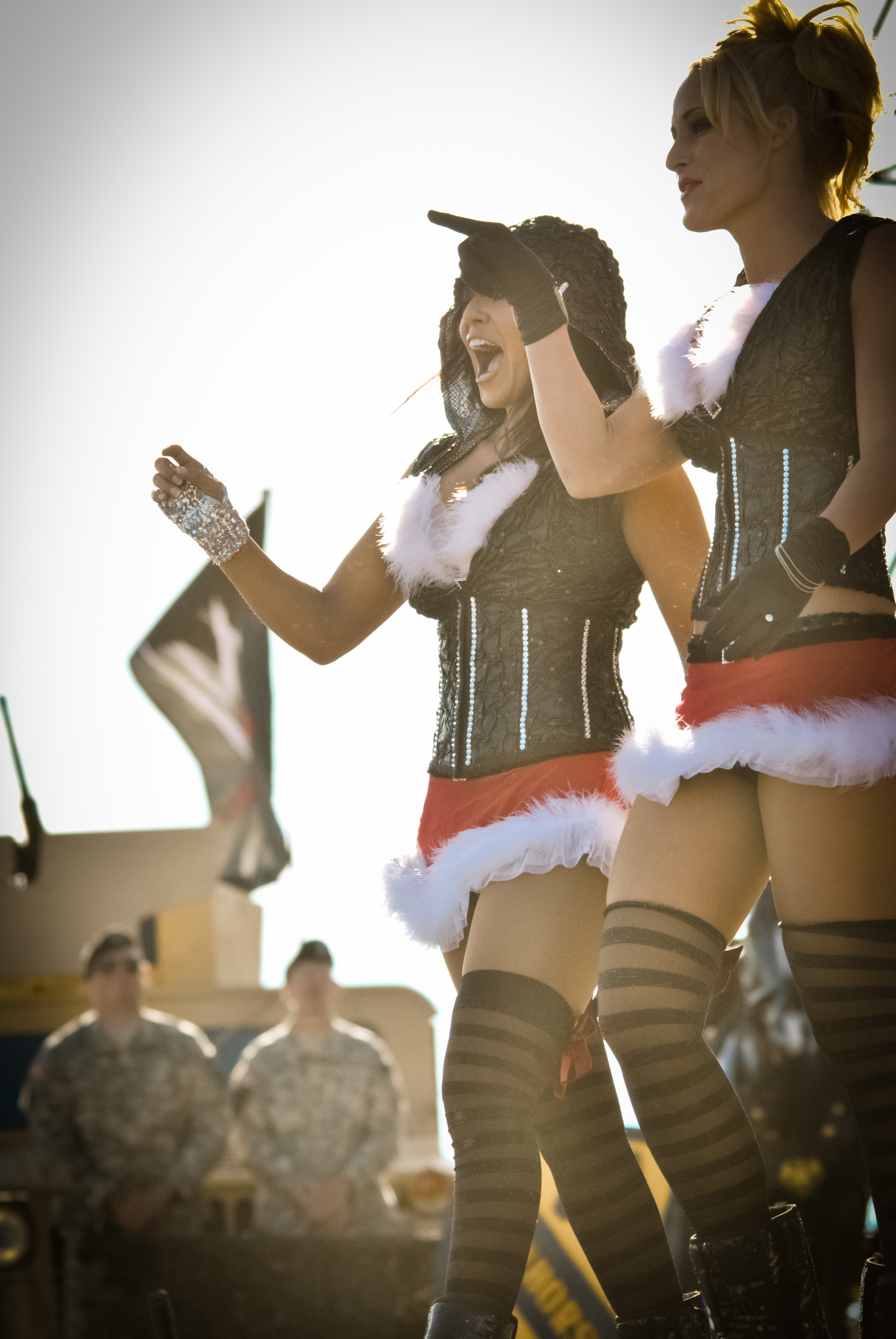
Layla şi McCool

LayCool a fost o echipă de wrestling profesionist formată din Michelle McCool și Layla El. Echipa se formează în 2009 ,arătându-și ura față de Mickie James jignind-o.Michelle McCool și Layla sunt de atunci nedespărțite.

## Co-Womens Champions
După ce Michelle McCool pierde centura feminină în fața lui Beth Phoenix la Extreme Rules în aprilie 2010.După o lună de zile ,Beth avea să își apere centura în fața lui Rosa Mendes,dar cu intervenția lui Vickie Gerrero Laycool primesc șansa la titlu.Layla câștigă oficial centura feminină pentru prima dată în carieră.Layla dublează centurile și Laycool devin"Co-Womens Champion".,dar adevărata campioană fiind Layla.Laycool nu pierd centurile ci sunt unificate de Michelle McCool fiind prima campioană unificată a divelor.Laycool devin iar Co-Divas Champion" pentru 78 de zile.Michelle McCool și Layla pierd centurile în fața lui Natalya la Survivor Series.În 2011 Laycool au o apariție la Wrestlemania XVII într-un meci alături de Doph Ziggler vs John Morrison Snooki și Trish Stratus.Pierd meciul.În 2011 Laycool dau semne de despărțire.

## Centuri
- 2xcenturi ale divelor(Michelle McCool)
- 2xcenturi feminine(Michelle McCool)
- 1x centură feminină(Layla)
- Diva anului 2011 (Michelle McCool)
- Cel mai găgutză moment(2010)

## Legături externe
- Profilul WWE - Layla
- McCool's WWE Alumni Profile